# Sobreinfección por el VIH
La sobreinfección por el VIH (también llamada reinfección por el VIH o SuperSIDA) es una afección en la que una persona con una infección por el virus de la inmunodeficiencia humana establecida adquiere una segunda cepa del VIH, a menudo de un subtipo diferente, que puede formar una cepa recombinante que coexiste con la cepa de la infección inicial, así como de la reinfección con una nueva cepa del virus, y puede causar una progresión más rápida de la enfermedad o ser portadora de múltiples resistencias a determinados medicamentos contra el VIH.
La sobreinfección por el VIH puede ser interclada, en la que el segundo virus infectante es filogenéticamente distinto del virus inicial, o intraclada, en la que las dos cepas son monofiléticas.
Las personas con VIH corren el riesgo de sobreinfectarse mediante las mismas acciones que pondrían a una persona no infectada en riesgo de contraer el VIH. Entre ellas se incluyen compartir agujas y renunciar al preservativo con parejas sexuales seropositivas. Se han notificado casos en todo el mundo y los estudios han demostrado que la tasa de incidencia es del 0 al 7,7% anual. Una investigación de Uganda publicada en 2012 indica que la superinfección por el VIH entre personas infectadas por el VIH dentro de una población general sigue siendo desconocida. Otras investigaciones indican que ha habido 16 casos documentados de superinfección desde 2002.
Si una persona se infecta con un segundo virus antes de que se haya producido la seroconversión al primer virus, se denomina infección dual. La infección con una segunda cepa después de la seroconversión se conoce como superinfección.

## Síntomas
Esto puede causar tolerancia o resistencia a los medicamentos. Ha habido más de una docena de casos ya descubiertos a través del mundo. Mucha gente que es VIH positiva no usa condones con otra gente positiva, convirtiéndose en un doble riesgo para ambos pacientes. La población en esta situación entonces adquiere cepas multirresistentes del virus y pueden llegar a desarrollar sida a un paso mucho más rápido comparado con grupos con una sola cepa. El virus se salta el típico periodo incubatorio, replicatorio y de indetectibilidad del virus. Adquirir una nueva cepa del VIH se llama reinfección.